# Joshua Milton Blahyi
Joshua Milton Blahyi (* 30. September 1971) – besser bekannt unter seinem Spitznamen General Butt Naked  (deutsch General Splitternackt) – ist ein bisher nicht verurteilter liberianischer Kriegsverbrecher. Blahyi gilt wegen seiner mehrfach dokumentierten Kannibalismus-Rituale als eine der obskursten Persönlichkeiten des Ersten Liberianischen Bürgerkrieges. Er sieht sich verantwortlich für die von seiner Kampfeinheit begangenen Gewaltexzesse.

## Leben

### Herkunft und Jugend
Joshua Milton Blahyi ist ein am 30. September 1971 geborener liberianischer Staatsbürger, er gehört zum westafrikanischen Volk der Sarpo, einer nur etwa 12.000 Personen zählenden Bevölkerungsgruppe im Grand Gedeh County und Sinoe County.
Als Elfjähriger erlebte Blahyi erstmals während einer geheimen Zeremonie die Opferung und rituelle Verspeisung eines Menschen. Dieses Erlebnis bezeichnete er als seine religiöse Erweckung. Er wurde als Angehöriger eines Geheimbundes von seinen Mentoren für die Laufbahn eines Zauberers für das Volk der Krahn auserkoren und vorbereitet. Zu diesem Zeitpunkt erreichte der liberianische Bürgerkrieg seine Heimatregion und der Junge musste als Kindersoldat in den Kampf ziehen.

### Blahyi wird Warlord
Die von seinen militärischen Ausbildern um Roosevelt Johnson geforderte Grausamkeit und Tapferkeit bildete wegen der bereits absolvierten Prüfungen für Blahyi nur die logische Fortsetzung eines Weges, die ihn nun zum Anführer einer Kampfeinheit werden ließ. Die von Blahyi und seinen Kämpfern verübten Grausamkeiten richteten sich gezielt gegen die Zivilbevölkerung. Die Eigenart, nur mit Turnschuhen bekleidet in den Kampf zu ziehen, brachte ihm den Spitznamen „General Butt Naked“ ein. Blahyi selbst behauptete, für diese Nacktheit würden seine Kämpfer von den Göttern unbesiegbar gemacht werden. Zu den Ritualen gehörte auch die morgendliche rituelle Verspeisung von Menschenfleisch.
Im Bürgerkrieg kontrollierte Blahyi ein durch seine Terrorherrschaft weitgehend menschenleeres Gebiet im Zentrum Liberias. Im April 1996 bekam Blahyi Besuch von Bischof John Kun Kun. In den folgenden Wochen konvertierte Blahyi zum christlichen Glauben und wurde von Kun Kun getauft. Er erklärte Roosevelt Johnson, dass sein neuer Anführer jetzt Jesus sei, und legte alle Waffen nieder. 1996 floh er vor ehemaligen Feinden außer Landes.

### Aufenthalt im Flüchtlingslager
Im Jahr 1997 tauchte Blahyi im Flüchtlingslager Buduburam in Ghana wieder auf, er gab nun vor, bereits 1996 sei ihm während eines Kampfes Gott erschienen und habe ihm klargemacht, dass er „von Satan versklavt“ sei. Er begann zu predigen. In dieser Phase der Selbstfindung gründete er auch eine Familie und hatte mindestens drei Kinder.

### Rückkehr nach Liberia
Im Januar 2008 kehrte Blahyi aus Ghana kommend nach Liberia zurück und wurde vor die Wahrheits- und Versöhnungskommission geladen, um seine Beteiligung am Bürgerkrieg zu dokumentieren. Die von ihm in der Zeit zwischen 1980 und 1996 eingeräumten Kriegsverbrechen belegen den Tod von mehr als 20.000 Menschen. Blahyi erklärte seine Bereitschaft, diese Aussagen auch vor einem Tribunal des Internationalen Strafgerichtshofes in Den Haag zu bestätigen.
Blahyi entschuldigte sein Verhalten mit der Begründung, er sei seit seiner Kindheit vom Satan besessen gewesen. Als Beleg für seine Läuterung habe er an der Gründung der End Time Train Evangelistic Ministries Inc. in Liberia mitgewirkt.
Er verfügte auch mindestens bis 2010 in Liberia noch über einen gewissen Einfluss, so soll keine Anklage gegen ihn erhoben werden, da er zum Zeitpunkt der Taten unzurechnungsfähig und minderjährig war und er inzwischen alle Verbrechen bereuen würde.